# 健民集团
健民药业集团股份有限公司，簡稱健民集团（原简称武汉健民，上交所：600976），是中华人民共和国的一家制药企业。

## 历史
公司的前身可以追溯到1637年，由叶文机於武漢成立的「叶开泰」药店。1953年6月，在“叶开泰”的基础上成立了“私营武汉健民制药厂”，1955年10月1日改为“公私合营武汉市健民制药厂”，1993年6月1日，组建“武汉健民药业集团股份有限公司”，2004年4月19日公司於上海證券交易所上市。招股價為11.6元人民幣，發行新股為3500萬股，集資額為3.9073億元人民幣。2014年12月18日，公司正式更名为健民药业集团股份有限公司，原简称“武汉健民”变更为“健民集团”，但证券代码不变。
公司主营业务是中國內地經營生产、科研、经贸中成藥產品，主要产品为龙牡壮骨颗粒、健脾生血颗粒等。主要股東為华立集团股份有限公司，董事長為刘勤强。
总部位于湖北省武汉市汉阳区鹦鹉大道484号。

## 链接
- 官方网站